# Gerbillus mesopotamiae
Gerbillus mesopotamiae је врста глодара из породице мишева.

## Распрострањење
Ареал врсте је ограничен на мањи број држава. Врста је присутна у Ирану, Ираку и Сирији.

## Станиште
Станишта врсте су речни екосистеми и пустиње. Врста је присутна на подручју река Еуфрат и Тигрис у Ираку.

## Угроженост
Ова врста није угрожена, и наведена је као последња брига јер има широко распрострањење.